# Rata
Rata is een geslacht van kreeftachtigen uit de klasse van de Malacostraca (hogere kreeftachtigen).

## Soorten
- Rata chalcal Davie, 1997
- Rata tuamotense Davie, 1993